# Club Carlos Concha
Pour les articles homonymes, voir Concha.
Maillots
Le Centro Cultural Deportivo Carlos Concha, plus couramment abrégé en Club Carlos Concha, est un ancien club péruvien de football basé dans la ville de Callao, fondé en 1939 et disparu en 1976. 

## Histoire
Fondé en 1939 en hommage au sénateur et diplomate Carlos Concha Cárdenas (es) (1888-1944), le club remporte le championnat de 2e division en 1953 et accède à l'élite l'année suivante. Il ne peut se maintenir mais remporte immédiatement le championnat de D2 (en 1955) et remonte en 1re division. Auteur d'une bonne première partie de saison lors du championnat 1956, il finit bon dernier du tournoi, laissant planer des soupçons de corruption (des joueurs du Carlos Concha auraient été approchés par des émissaires pour "lever le pied" en échange d'argent), affaire que la presse péruvienne baptisera du nom de La Vendimia en el Fútbol « la vendange dans le football ».
Le Carlos Concha revient pour la troisième fois en D1 en 1964 à la faveur de son troisième sacre en D2 en 1963. Il s'y maintient durant trois saisons (1964-1966). Il reste en D2 jusqu'en 1973 puis disparaît en 1976 lorsque les dirigeants vendent la licence du club au Deportivo Enapu.

## Résultats sportifs

### Palmarès
| Compétitions nationales                                                                                | Compétitions régionales                                    |
| - Championnat du Pérou D2 (3) : - Champion : 1953, 1955 et 1963. - Vice-champion : 1957, 1960 et 1962. | - Liga Regional de Lima y Callao (1) : - Vainqueur : 1946. |

### Bilan et records
- Saisons au sein du championnat du Pérou : 5 (1954 / 1956 / 1964-1966).
- Saisons au sein du championnat du Pérou D2 : 21 (1947-1953 / 1955 / 1957-1963 / 1967-1972).

## Personnalités historiques du club

### Joueurs

#### Grands noms
Parmi les joueurs importants du Club Carlos Concha, on peut citer Marcos Calderón - qui deviendra par la suite l'entraîneur le plus titré du football péruvien - son cousin Luis Calderón ou encore l'Argentin Sabino Bártoli.

### Entraîneurs
- Enrique Aróstegui (1948)
- Juan Valdivieso[6] (1954)
- Germán Cáceres (1954)
- Nelson Filpo Núñez (1955-1956)
- Pedro Valdivieso (1960)
- Agapito Perales (1964)
- Eleuterio Zamudio (1965)
- Alfonso Huapaya[7] (1966)